# 6737 Окабаясі
6737 Окабаясі (6737 Okabayashi) — астероїд головного поясу, відкритий 15 березня 1993 року.
Тіссеранів параметр щодо Юпітера — 3,562.
Названо на честь Окабаясі (яп. おかばやし(岡林) окабаясі)